# بنژامان میلپیه
بنژامان میلپیه (فرانسوی: Benjamin Millepied‎; تلفظ فرانسوی: [bɛ̃ʒamɛ᷉ milpje]؛ ‏ زادهٔ ۱۰ ژوئن ۱۹۷۷) رقصنده و طراح رقص فرانسوی است. وی از سال ۲۰۰۱ میلادی تاکنون مشغول فعالیت بوده‌است.
از فیلم‌ها یا برنامه‌های تلویزیونی که وی در آن نقش داشته‌است، می‌توان به قوی سیاه و کارمن اشاره کرد.

## زندگی شخصی
میلپیه در بوردو به دنیا آمد. او کوچک‌ترین پسر از سه پسر است. آموزش باله او در هشت سالگی با مادرش، کاترین فلوری، رقصنده سابق باله آغاز شد. پدر او دنیس میلپیه است.

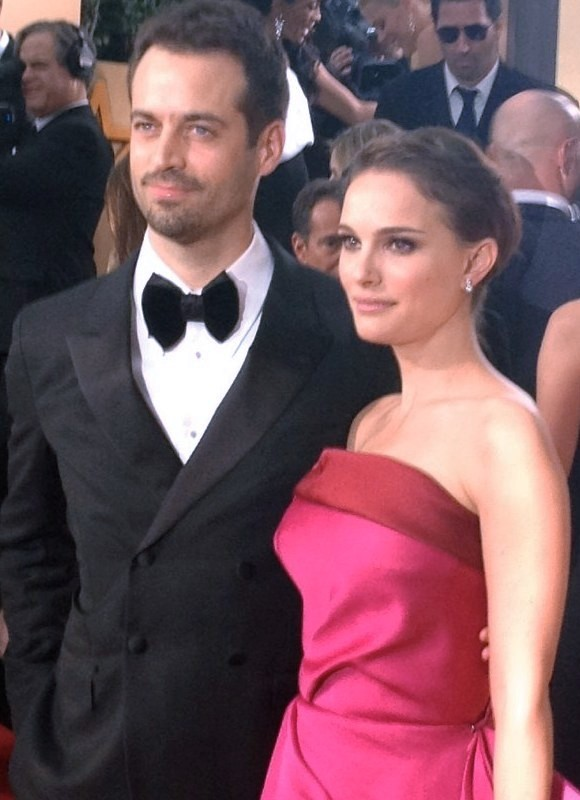
میلپیه و ناتالی پورتمن در ۲۰۱۲

میلپیه با بازیگر آمریکایی ناتالی پورتمن ازدواج کرد و از این ازدواج دو فرزند به نام‌های آلف (زادهٔ ۲۰۱۱) و امیلیا (زادهٔ ۲۰۱۷) دارد. این زوج پس از ملاقات یکدیگر در بخش‌هایی از قوی سیاه، در سال ۲۰۰۹ با یکدیگر رابطه برقرار کردند. در ۴ اوت ۲۰۱۲، آن‌ها در یک مراسم یهودی که در بیگ سور، کالیفرنیا برگزار می‌شد، ازدواج کردند. این خانواده مدتی در پاریس زندگی می‌کرد، پس از آنکه میلپیه مقام کارگردانی رقص با باله اپرای پاریس (Paris Opera Ballet) را پذیرفت و پورتمن ابراز تمایل کرد که شهروند فرانسه شود. آن‌ها در سال ۲۰۱۳ در لس آنجلس زندگی می‌کردند. در مارس ۲۰۲۴ گزارش شد که این زوج رسماً طلاق گرفته‌اند.